# Пёстрые голуби
Пёстрые голуби, или фруктовые горлицы (лат. Ptilinopus) — род птиц семейства голубиных.
Небольшие голуби с яркой окраской. Населяют тропические леса, гнездятся на деревьях.
Распространены в Юго-Восточной Азии, на Новой Гвинее, севере Австралии и островах Океании до Туамоту на востоке.

## Виды
В состав рода включают 57 видов:
- Ptilinopus cinctus — Чернокрылый пёстрый голубь
- Ptilinopus alligator
- Ptilinopus dohertyi — Краснозатылочный пёстрый голубь
- Ptilinopus porphyreus — Красношейный пёстрый голубь
- Ptilinopus marchei — Черноухий пёстрый голубь
- Ptilinopus merrilli — Пёстрый голубь Меррилла
- Ptilinopus occipitalis — Желтогрудый пёстрый голубь
- Ptilinopus fischeri — Пёстрый голубь Фишера
- Ptilinopus jambu — Розовоголовый пёстрый голубь
- Ptilinopus subgularis — Темногорлый пёстрый голубь
- Ptilinopus gularis
- Ptilinopus mangoliensis
- Ptilinopus leclancheri — Черногорлый пёстрый голубь
- Ptilinopus bernsteinii
- Ptilinopus magnificus — Длиннохвостый пёстрый голубь
- Ptilinopus perlatus — Жемчужнокрылый пёстрый голубь
- Ptilinopus ornatus — Украшенный пёстрый голубь
- Ptilinopus tannensis — Серебристоплечий пёстрый голубь
- Ptilinopus aurantiifrons — Золотистолобый пёстрый голубь
- Ptilinopus wallacii — Белогорлый пёстрый голубь
- Ptilinopus superbus — Великолепный пёстрый голубь
- Ptilinopus perousii — Многоцветный пёстрый голубь
- Ptilinopus porphyraceus — Пурпурношапочный пёстрый голубь
- Ptilinopus ponapensis
- Ptilinopus hernsheimi
- Ptilinopus pelewensis
- Ptilinopus rarotongensis — Раротонгский пёстрый голубь
- Ptilinopus roseicapilla — Марианский пёстрый голубь
- Ptilinopus regina — Розовошапочный пёстрый голубь
- Ptilinopus richardsii — Серебристошапочный пёстрый голубь
- Ptilinopus chrysogaster
- Ptilinopus purpuratus — Серо-зелёный пёстрый голубь
- Ptilinopus chalcurus — Пёстрый голубь Макатеа
- Ptilinopus coralensis — Атолловый пёстрый голубь
- Ptilinopus greyii — Пёстрый голубь Грея
- Ptilinopus huttoni — Длинноклювый пёстрый голубь
- Ptilinopus dupetithouarsii — Белошапочный пёстрый голубь
- †[4]Ptilinopus mercierii — Красношапочный пёстрый голубь
- Ptilinopus insularis
- Ptilinopus coronulatus — Сиреневошапочный пёстрый голубь
- Ptilinopus pulchellus — Малиновошапочный пёстрый голубь
- Ptilinopus monacha — Синешапочный пёстрый голубь
- Ptilinopus rivoli — Белозобый пёстрый голубь
- Ptilinopus speciosus
- Ptilinopus solomonensis — Желтозобый пёстрый голубь
- Ptilinopus viridis — Краснозобый пёстрый голубь
- Ptilinopus eugeniae — Белоголовый пёстрый голубь
- Ptilinopus iozonus — Оранжевобрюхий пёстрый голубь
- Ptilinopus insolitus — Шишколобый пёстрый голубь
- Ptilinopus hyogastrus — Сероголовый пёстрый голубь
- Ptilinopus granulifrons — Бородавчатый пёстрый голубь
- Ptilinopus melanospilus — Чернозатылочный пёстрый голубь
- Ptilinopus nainus — Карликовый пёстрый голубь
- Ptilinopus arcanus — Пёстрый голубь Рипли
- Ptilinopus victor — Оранжевый пёстрый голубь
- Ptilinopus luteovirens — Золотой пёстрый голубь
- Ptilinopus layardi — Желтоголовый пёстрый голубь

## Иллюстрации

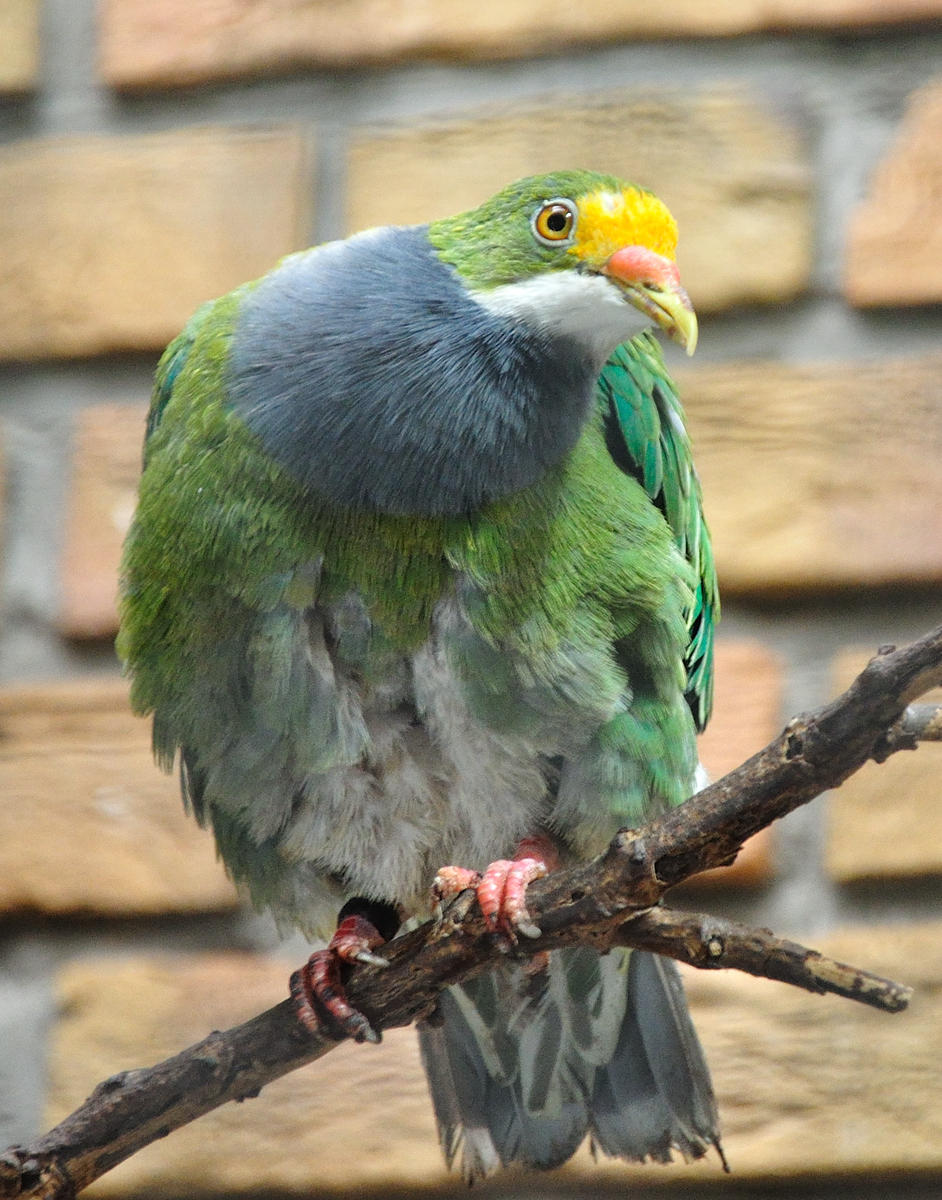
Золотистолобый пёстрый голубь обитает на Новой Гвинеи и в Индонезии
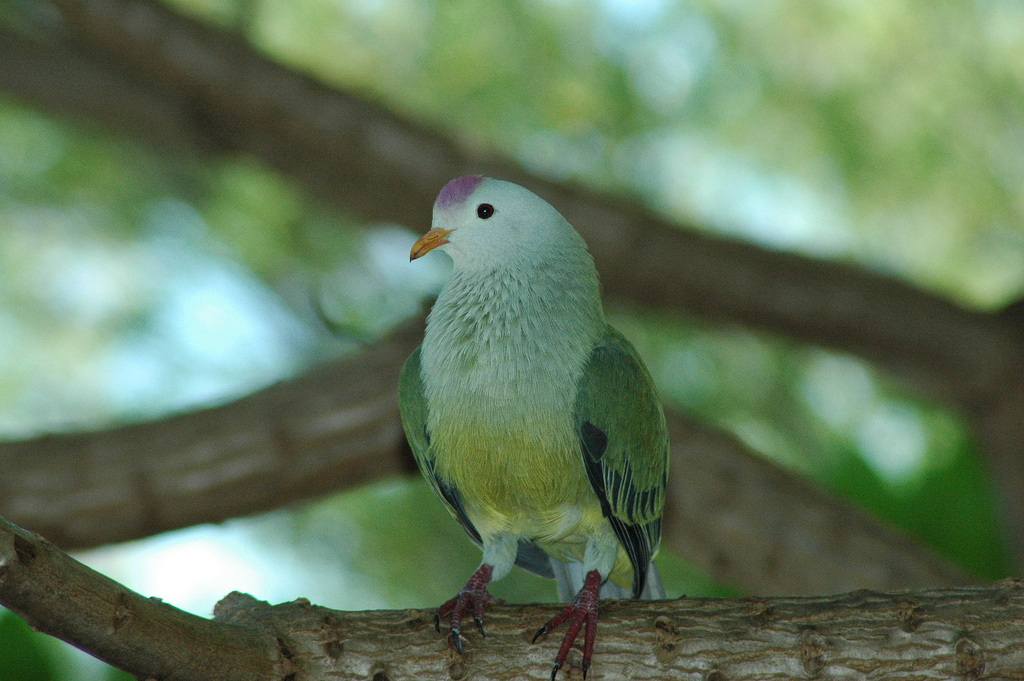
Атолловый пёстрый голубь — эндемик островов Туамоту
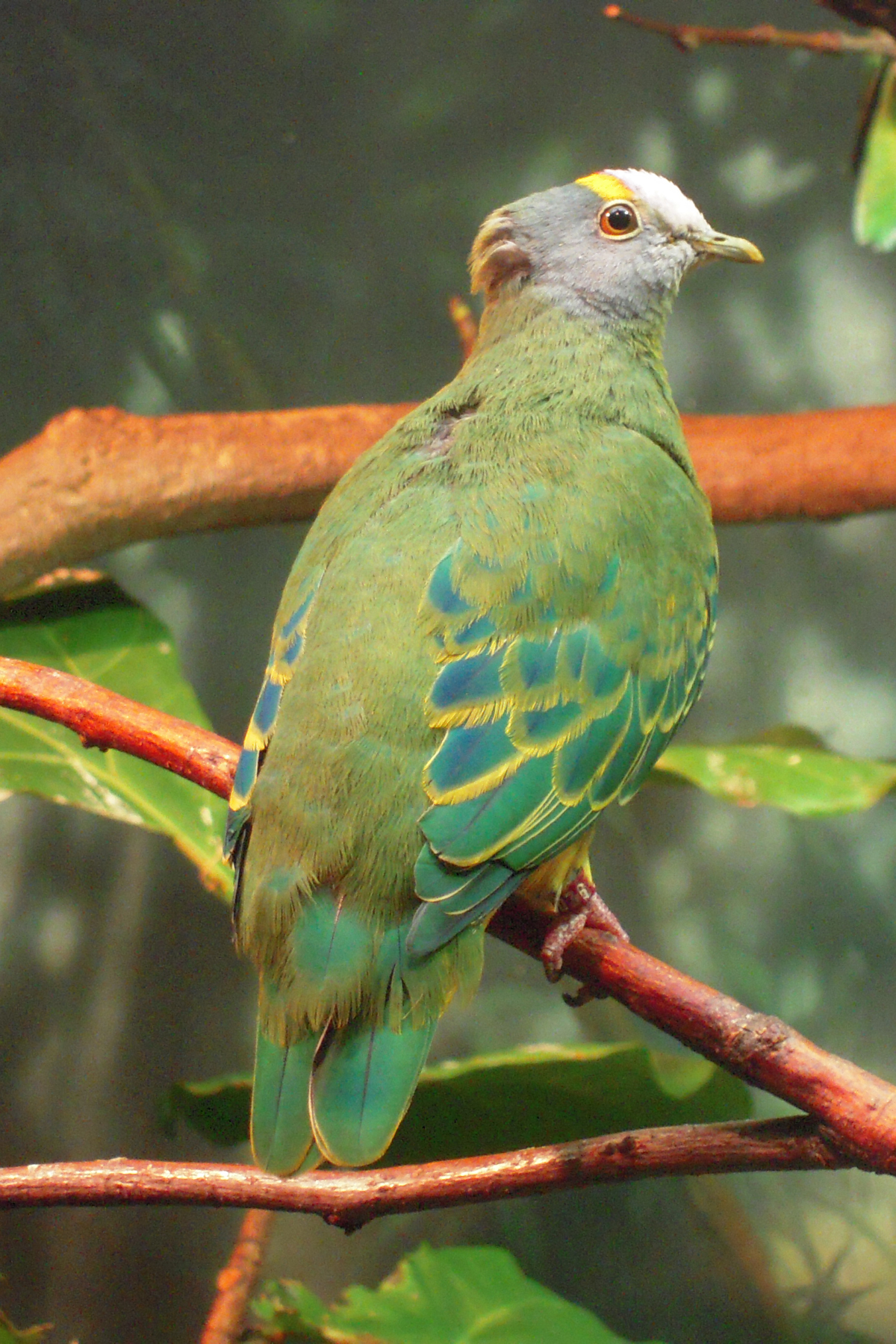
Сиреневошапочный пёстрый голубь обитает на Новой Гвинеи и в Индонезии
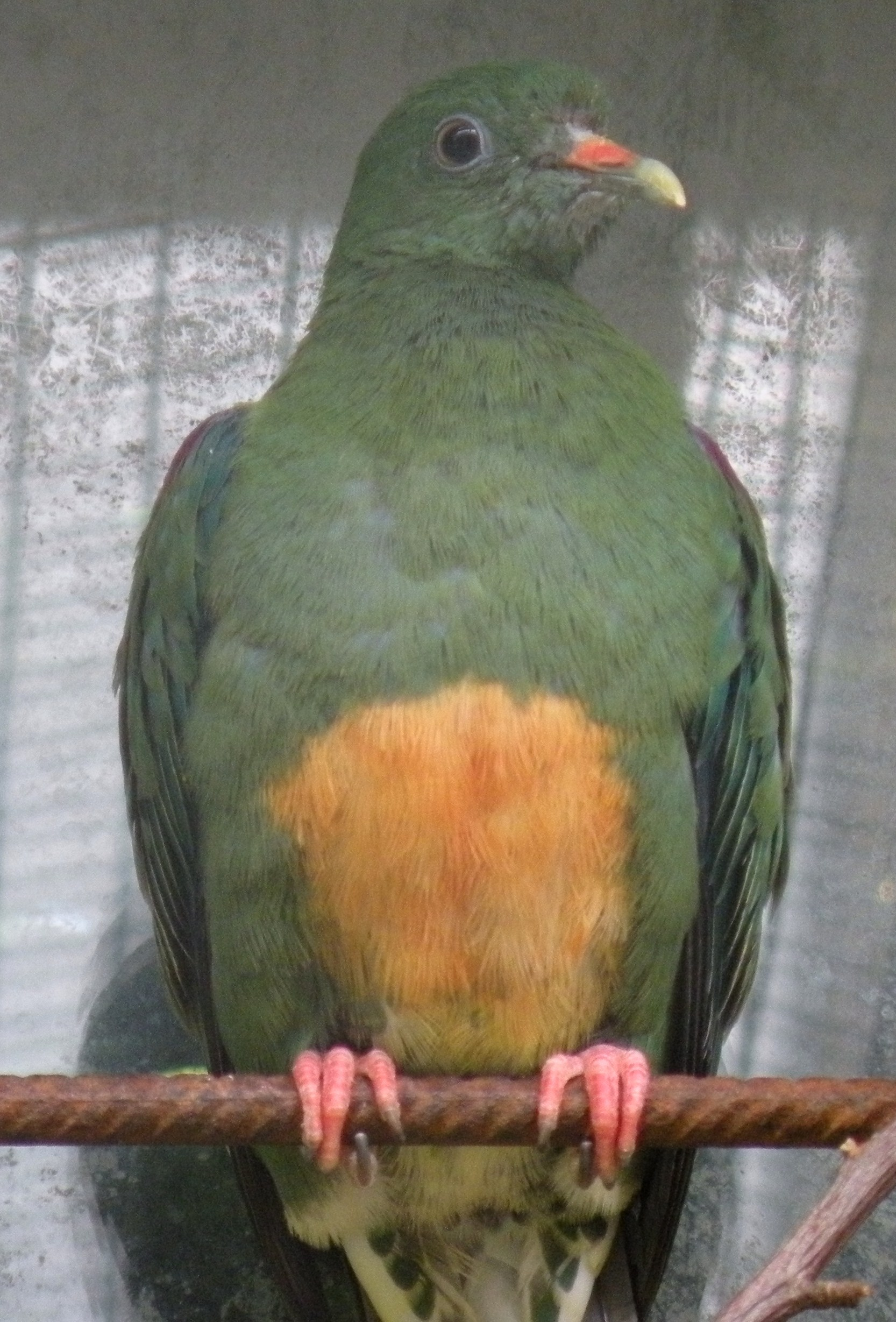
Оранжевобрюхий пёстрый голубь обитает на Новой Гвинеи и в Индонезии
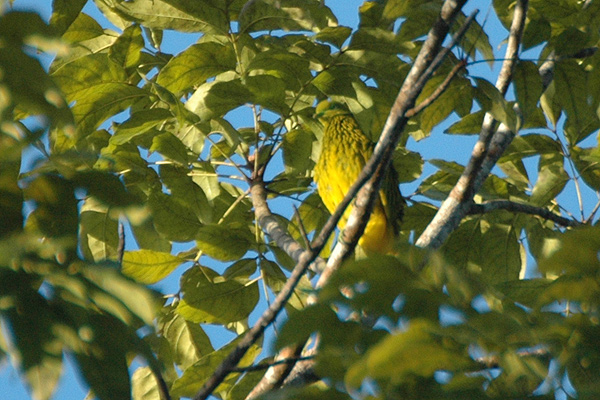
Золотой пёстрый голубь — эндемик Фиджи
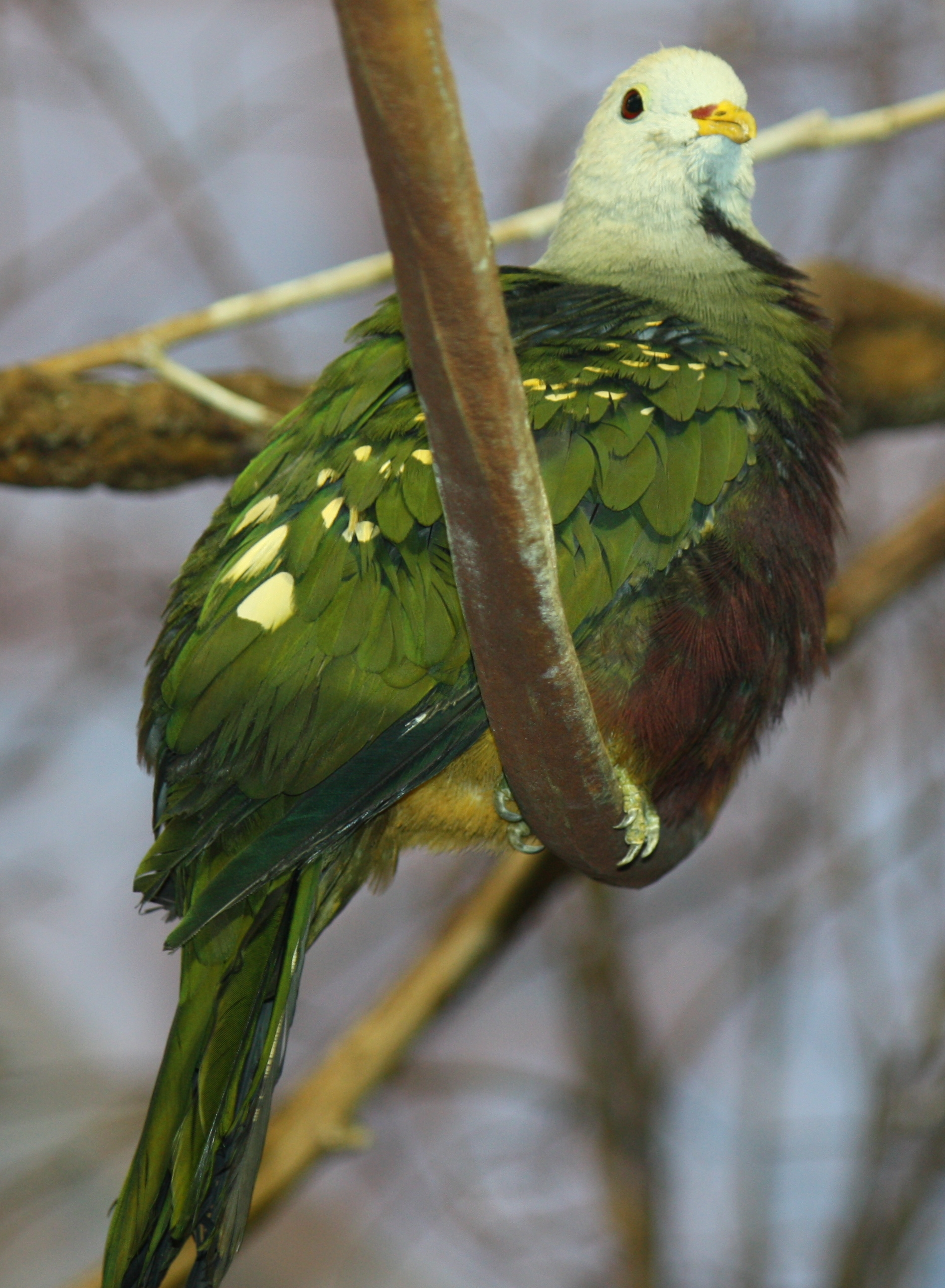
Длиннохвостый пёстрый голубь обитает в Австралии, Индонезии, Новой Гвинее
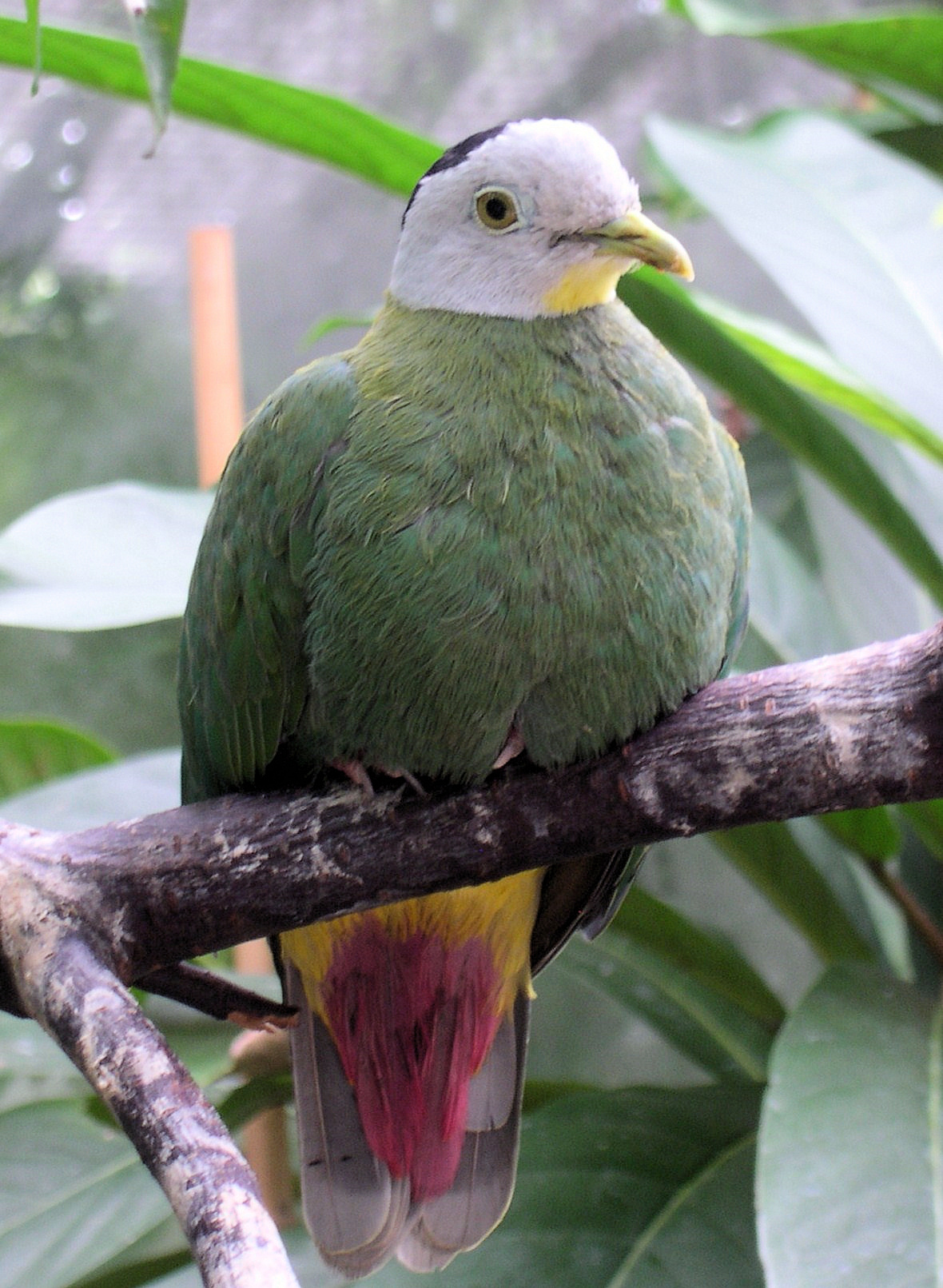
Чернозатылочный пёстрый голубь обитает в Малайзии, Индонезии, на Филиппинах
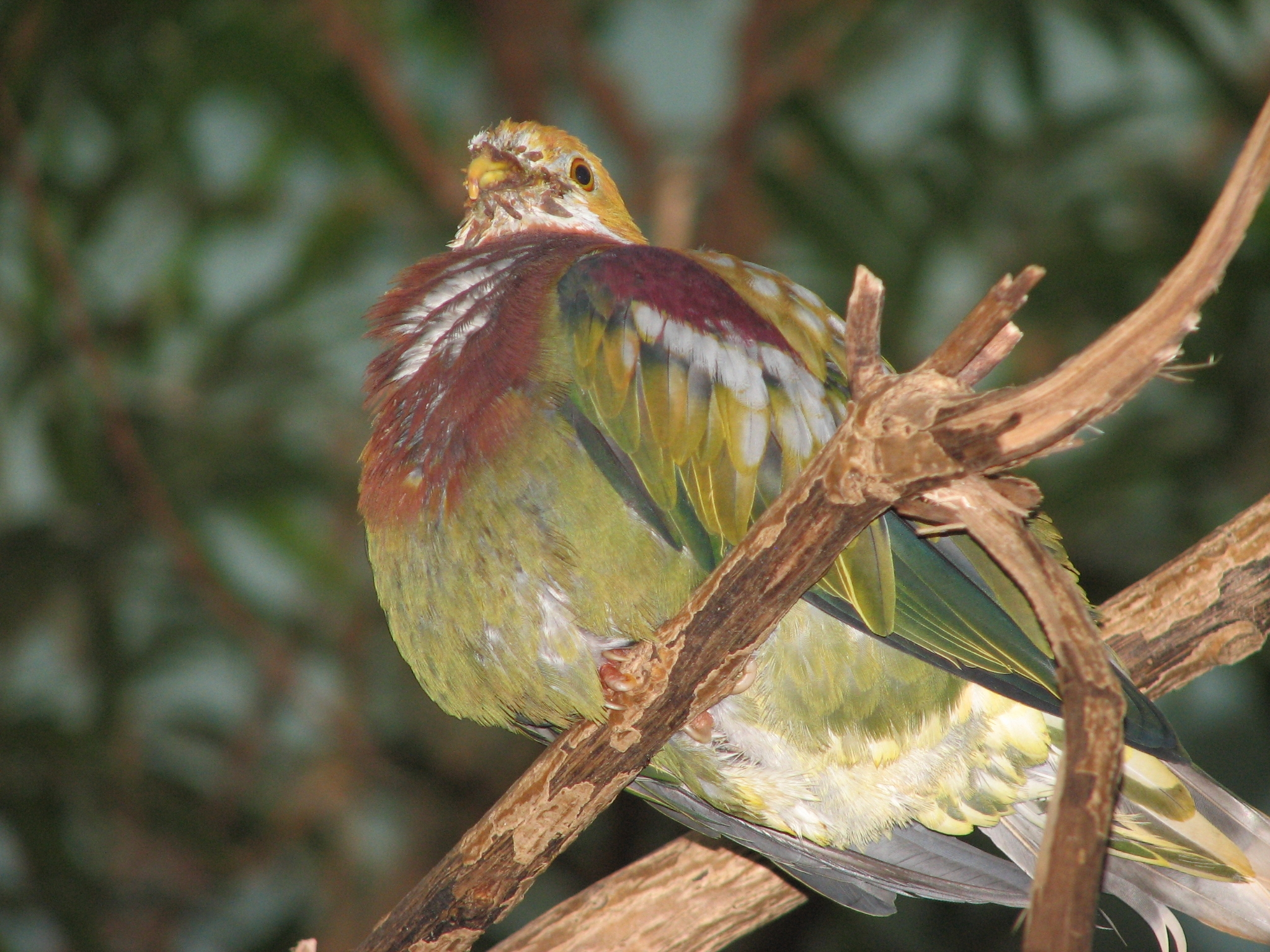
Украшенный пёстрый голубь обитает на Новой Гвинеи и в Индонезии
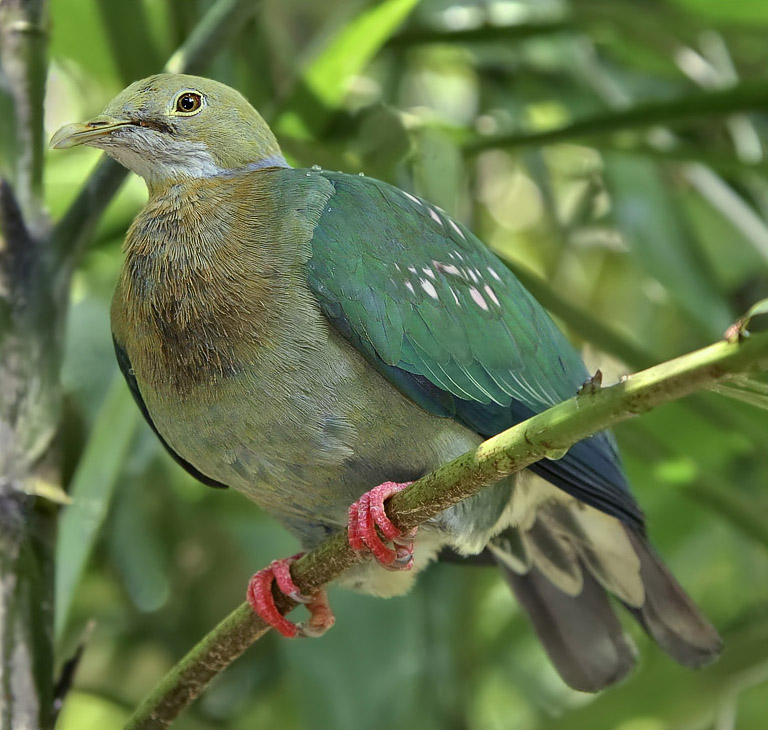
Жемчужнокрылый пёстрый голубь обитает на Новой Гвинеи и в Индонезии
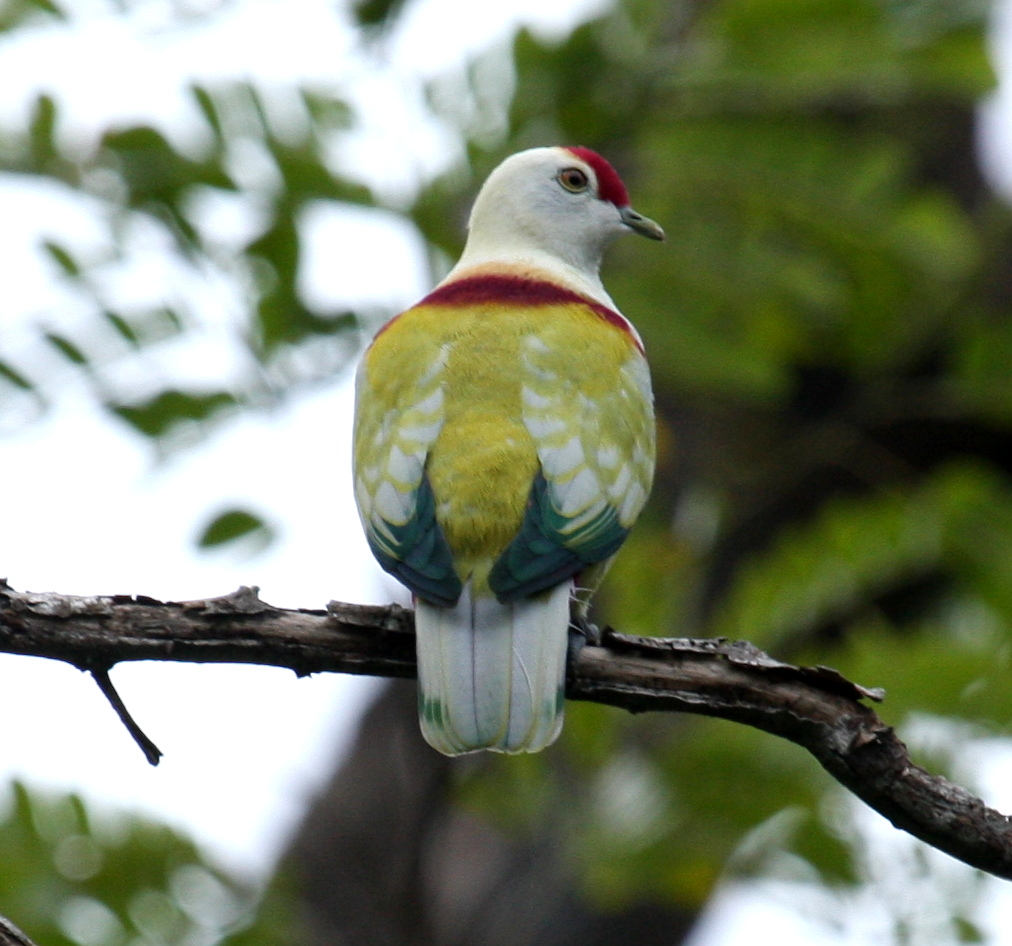
Многоцветный пёстрый голубь обитает на Самоа, Фиджи, Тонга
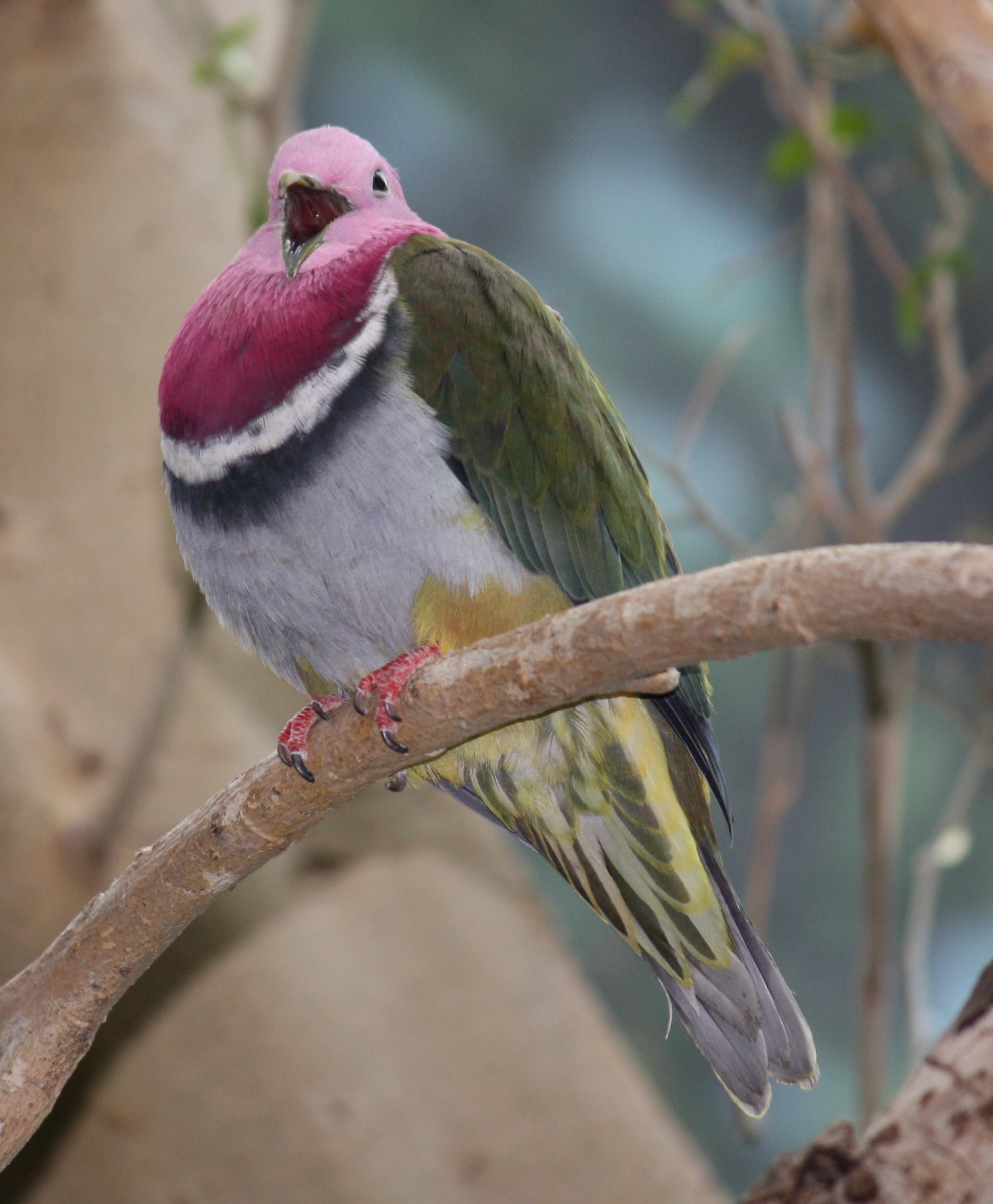
Красношейный пёстрый голубь из Индонезии
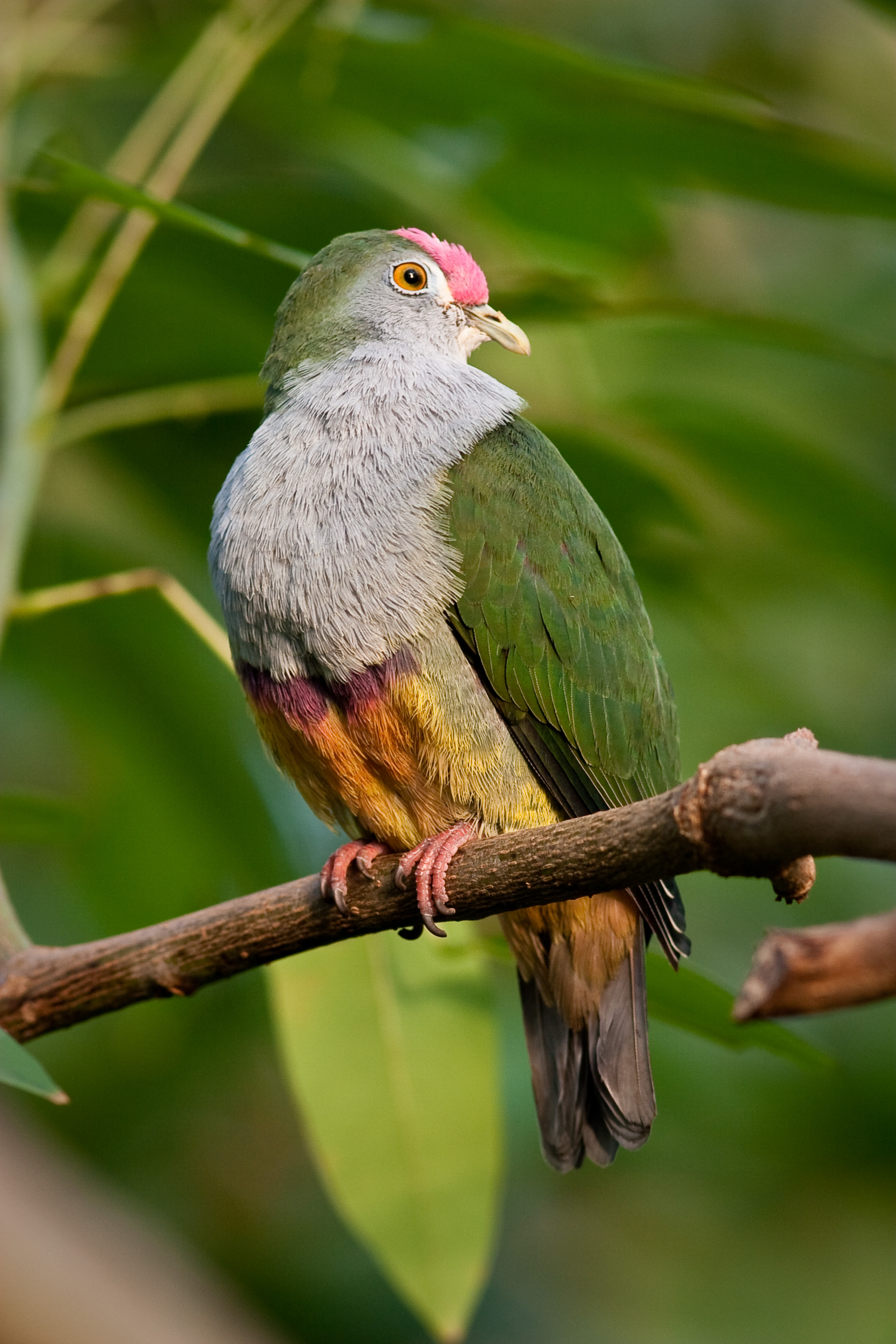
Малиновошапочный пёстрый голубь обитает на Новой Гвинеи и в Индонезии
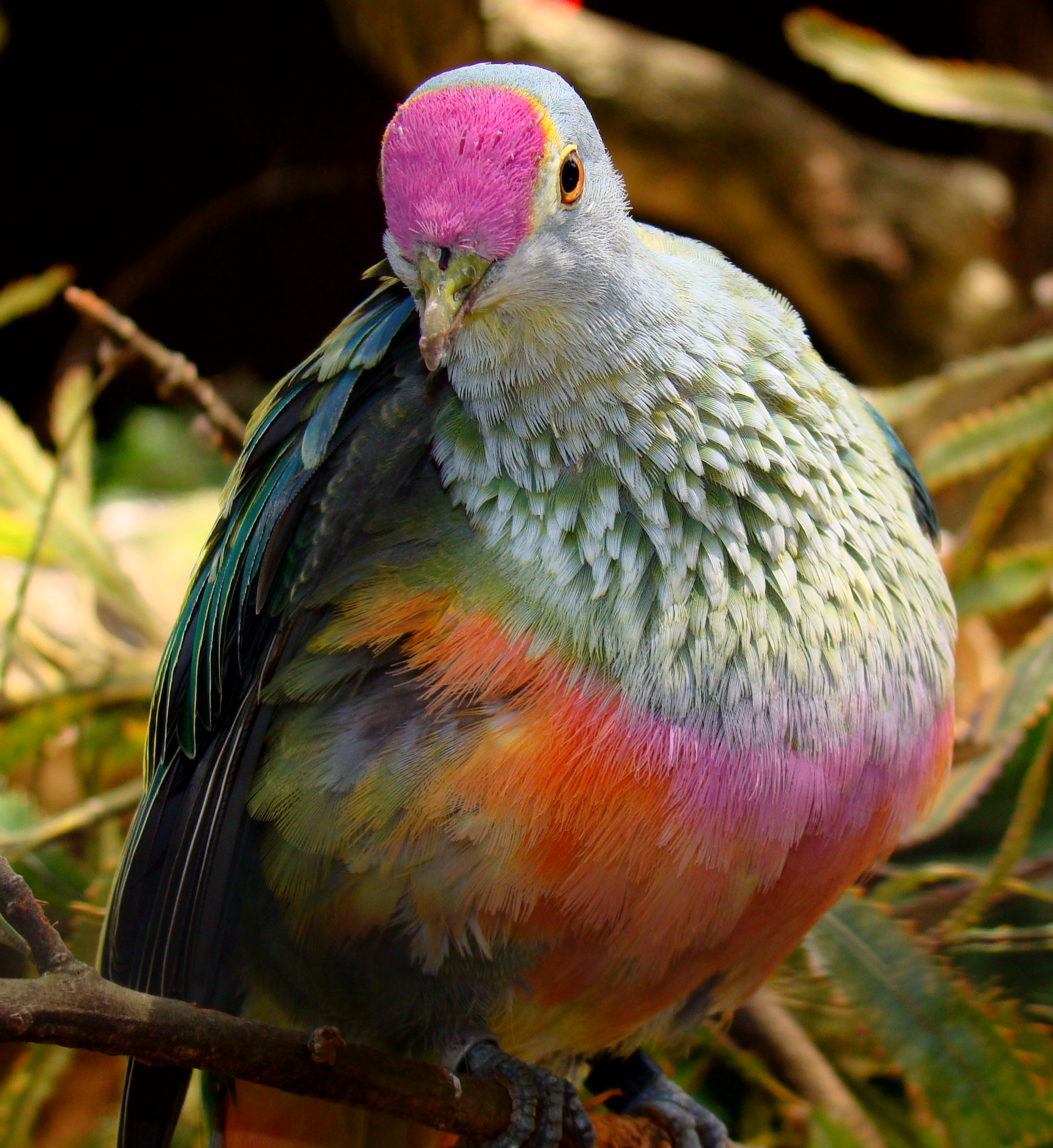
Розовошапочный пёстрый голубь обитает в Австралии, Индонезии, Восточном Тиморе
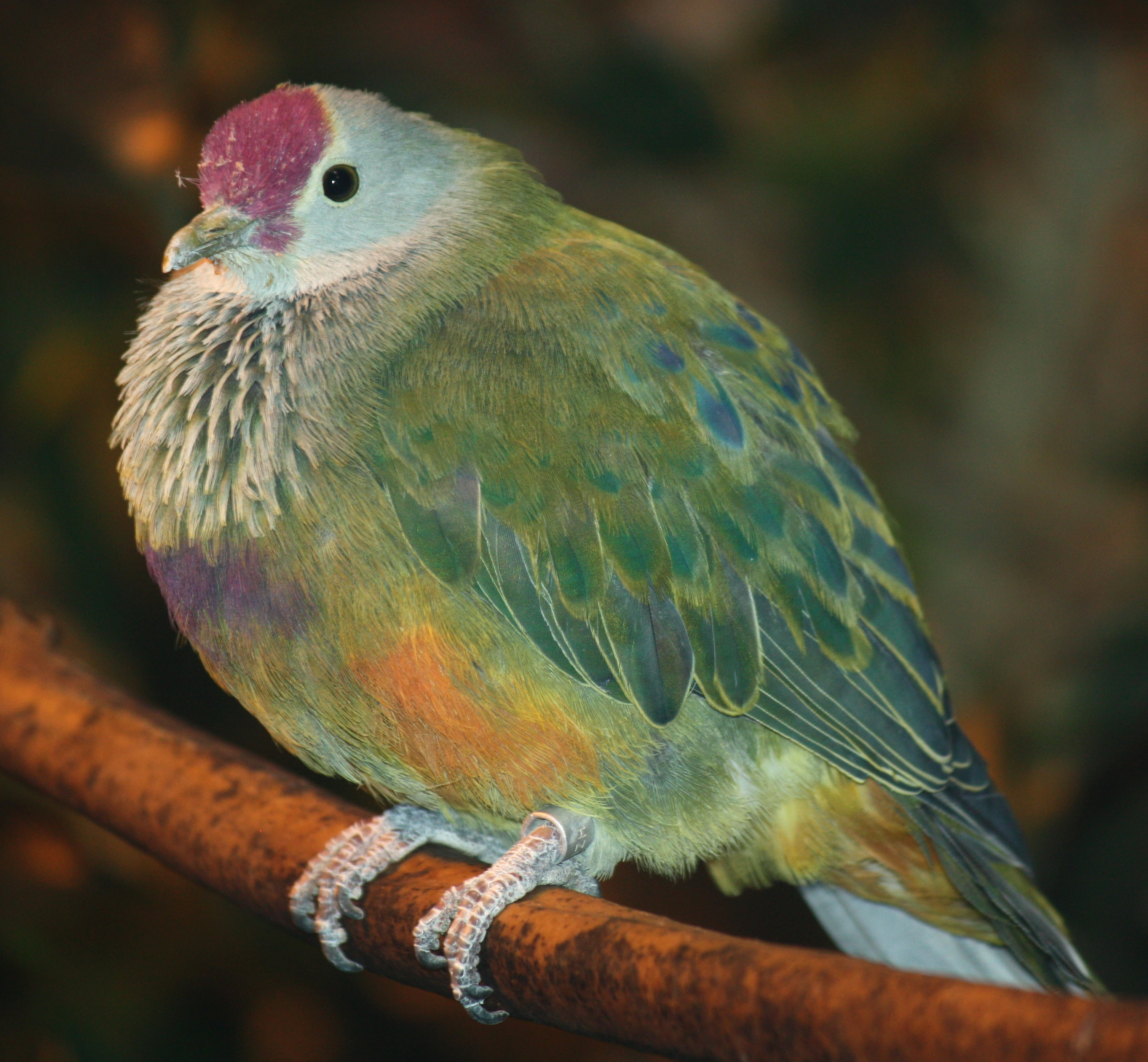
Марианский пёстрый голубь — эндемик Марианских островов
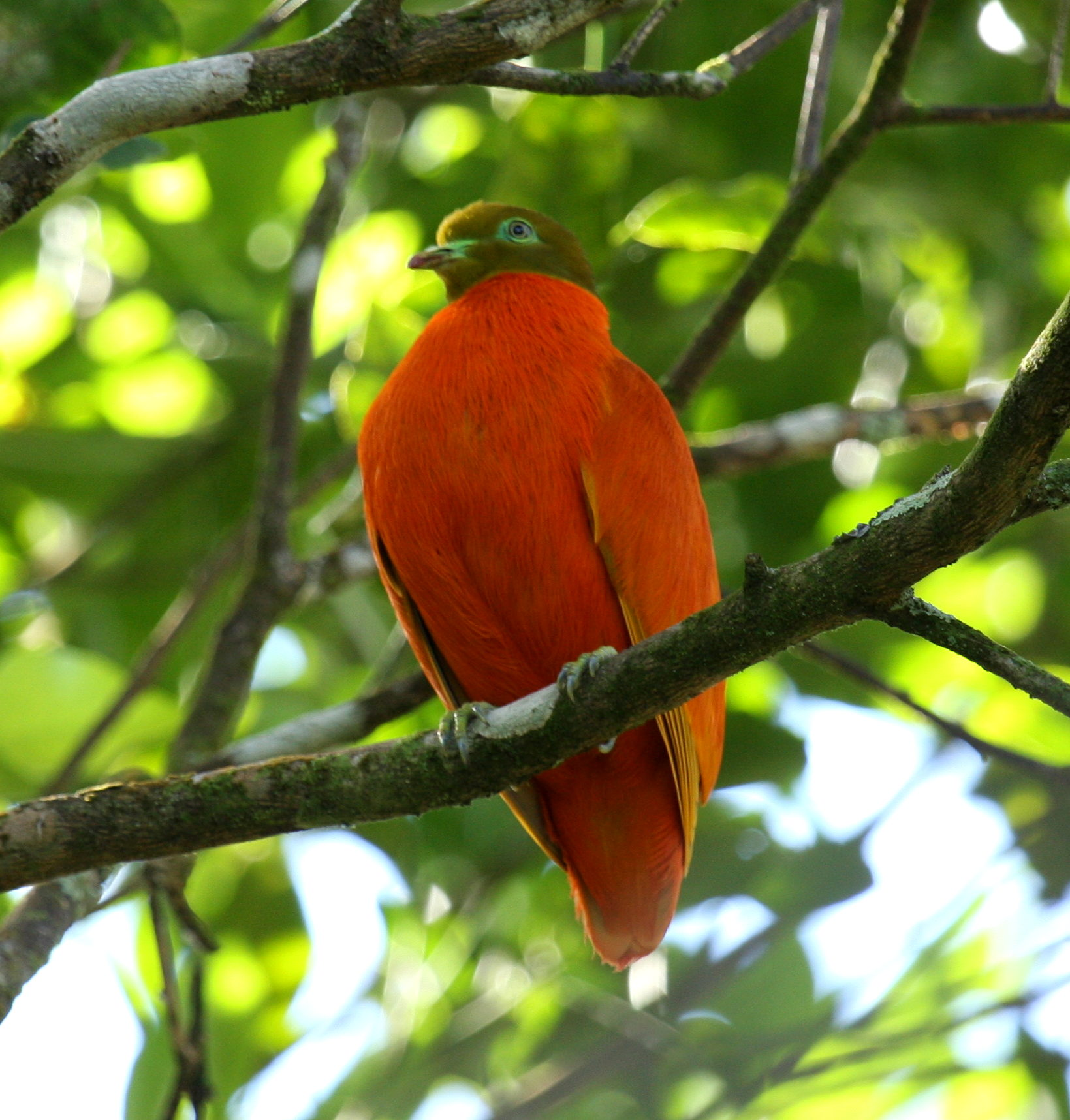
Оранжевый пёстрый голубь — эндемик Фиджи